# Marko Samardžija
Marko Samardžija (ur. 2 sierpnia 1947 w Vođinciu, zm. 19 lutego 2019 w Zaprešiciu) – chorwacki językoznawca. Zajmował się leksykografią, leksykologią oraz historią chorwackiego języka standardowego.
W 1971 ukończył jugoslawistykę i filozofię na Wydziale Filozoficznym Uniwersytetu Zagrzebskiego. Stopień magistra uzyskał w 1977 na podstawie pracy Jezik i stil pripovjedne proze Ive Kozarčanina. Doktoryzował się w 1986 na podstawie rozprawy Valentnost glagola u suvremenom hrvatskom književnom jeziku. W 1987 został docentem, w 1992 objął stanowisko profesora nadzwyczajnego, a w 1996 stanowisko profesora zwyczajnego. Od 2018 jest członkiem zwyczajnym Chorwackiej Akademii Nauki i Sztuki.

## Wybrana twórczość
- Ljudevit Jonke (1990)
- Filološki portreti (1993)
- Hrvatski jezik u Nezavisnoj Državi Hrvatskoj (1993)
- Leksikologija s poviješću hrvatskoga jezika (1995)
- Hrvatski kao povijesni jezik (2006)[4]